# Burkina Fasó-i labdarúgó-bajnokság (első osztály)
A Burkinabé Premier League a Burkina Faso-i labdarúgó bajnokságok legfelsőbb osztályának elnevezése. 1961-ben alapították és 14 csapat részvételével zajlik. A bajnok a bajnokok Ligájában indulhat.

## A 2016–2017-es bajnokság résztvevői
- Rail Club du Kadiogo (Kadiogo)
- Étoile Filante (Ouagadougou)
- USFA (Ouagadougou)
- Rahimo (Bobo-Dioulasso)
- AS Police (Ouagadougou)
- AJEB (Bobo-Dioulasso)
- ASF Bobo-Dioulasso (Bobo-Dioulasso)
- ASFA Yennenga (Ouagadougou)
- Bobo Sport (Bobo-Dioulasso)
- US Ouagadougou (Ouagadougou)
- Sonabel (Ouagadougou)
- Majestic (Pô)
- US Comoé (Banfora)
- BPS Koudougou (Koudougou)
- KOZAF (Ouagadougou)
- Santos (Ouagadougou)

## Az eddigi bajnokok
Korábbi győztesek sorrendben:
| - 1961 : ASF Bobo - 1962 : Étoile Filante - 1963 : USFR Abidjan-Niger - 1964 : USFR Abidjan-Niger - 1965 : Étoile Filante - 1966 : ASF Bobo - 1967 : US Ouagadougou - 1968 : USFR Abidjan-Niger - 1969 : ASFAN - 1970 : ASFAN - 1971 : ASFAN - 1972 : RC Bobo - 1973 : Jeanne d'Arc - 1974 : Silures - 1975 : Silures - 1976 : Silures - 1977 : Silures - 1978 : Silures - 1979 : Silures - 1980 : Silures |  | - 1981-82 : nem volt bajnokság - 1983 : US Ouagadougou - 1984 : ASFAN - 1985 : Étoile Filante - 1986 : Étoile Filante - 1987 : USFAN - 1988 : Étoile Filante - 1989 : ASFA Yennenga - 1990 : Étoile Filante - 1991 : Étoile Filante - 1992 : Étoile Filante - 1993 : Étoile Filante - 1994 : Étoile Filante - 1995 : ASFA Yennenga - 1996 : RC Bobo - 1997 : RC Bobo - 1998 : USFAN - 1999 : ASFA Yennenga - 2000 : USFA - 2001 : Étoile Filante |  | - 2002 : ASFA Yennega - 2003 : ASFA Yennega - 2004 : ASFA Yennega - 2005 : RC Kadiogo - 2006 : ASFA Yennenga - 2007 : Commune - 2008 : Étoile Filante - 2009 : ASFA Yennenga - 2010 : ASFA Yennenga - 2011 : ASFA Yennenga - 2012 : ASFA Yennenga - 2013 : ASFA Yennenga - 2014 : Étoile Filante - 2015 : RC Bobo - 2016 : RC Kadiogo - 2017 : RC Kadiogo |

## Bajnoki címek eloszlása
| Klub                                  | Város          | Bajnoki címek | Utolsó |
| ------------------------------------- | -------------- | ------------- | ------ |
| Étoile Filante                        | Ouagadougou    | 13            | 2014   |
| ASFA Yennenga (korábban Jeanne d'Arc) | Ouagadougou    | 13            | 2013   |
| Silures                               | Bobo-Dioulasso | 7             | 1980   |
| USFA (korábban ASFAN ill. USFAN)      | Ouagadougou    | 7             | 2000   |
| RC Bobo                               | Bobo-Dioulasso | 4             | 2015   |
| RC Kadiogo                            | Kadiogo        | 3             | 2017   |
| USFR Abidjan-Niger                    | Ouagadougou    | 3             | 1968   |
| ASF Bobo                              | Bobo-Dioulasso | 2             | 1966   |
| US Ouagadougou                        | Ouagadougou    | 2             | 1983   |
| Commune FC                            | Ouagadougou    | 1             | 2007   |